# Star 266M
Star 266M – polski terenowy samochód ciężarowy do przewozu ładunków i ludzi po szosie i w terenie, stanowiący zmodernizowany samochód Star 266. Modernizowany seryjnie w latach 2002–2006 przez polskie spółki koncernu MAN, będącego nabywcą dawnej  Fabryki Samochodów Ciężarowych „Star”. Odpowiedzialna za modernizację była spółka MAN-STAR Trucks, a faktycznymi wykonawcami była Star Trucks Sp. z o.o. (dawne zakłady „Star” w Starachowicach, od 2003 MAN STAR Trucks & Buses), serwis MAN w Starachowicach i spółka Autobox wykonująca zabudowy. Łącznie zmodernizowanych zostało 350 pojazdów STAR 266M dla MON i kilkanaście sztuk dla zakładów energetycznych. Modernizacja obejmowała remont kapitalny wszystkich układów podwozia: ramy, mostów napędowych i skrzyni rozdzielczej oraz montaż nowej odchylanej kabiny, analogicznej do Star 1466, silnika i 6-stopniowej skrzyni biegów. Montaż nowych komponentów odbywał się w STAR TRUCKS Sp. z o.o. natomiast remont kapitalny pozostałych podzespołów przeprowadzony został w serwisie MAN, który po próbach drogowych i odbiorze wojskowym przekazywał gotowe pojazdy dla odbiorcy wojskowego.
Prototyp Star 266M, jeszcze ze starą kabiną, został zaprezentowany w kwietniu 1999 roku na targach Logistyka. W 2001 i 2002 roku zaprezentowano zmodyfikowane prototypy, między innymi z zastosowaniem zunifikowanej kabiny MAN. W latach 2002–2006 zmodernizowano na zamówienie wojska 292 pojazdy (w 2002: 20, 2003: 90, 2004: 90, 2005: 42, 2006: 50). W 2006 roku zaprzestano modernizacji fabrycznej dalszych ciężarówek z uwagi na zakończenie produkcji kabin serii M2000/L2000 w Europie. Produkcję ich przeniesiono do Indii, na lokalny rynek, lecz MAN nie był zainteresowany importem kabin z Indii ani zaadaptowaniem nowej kabiny serii TGL. Po tym, dalsze ciężarówki były modernizowane przez Autobox do wersji Star 266M2.

## Opis techniczny

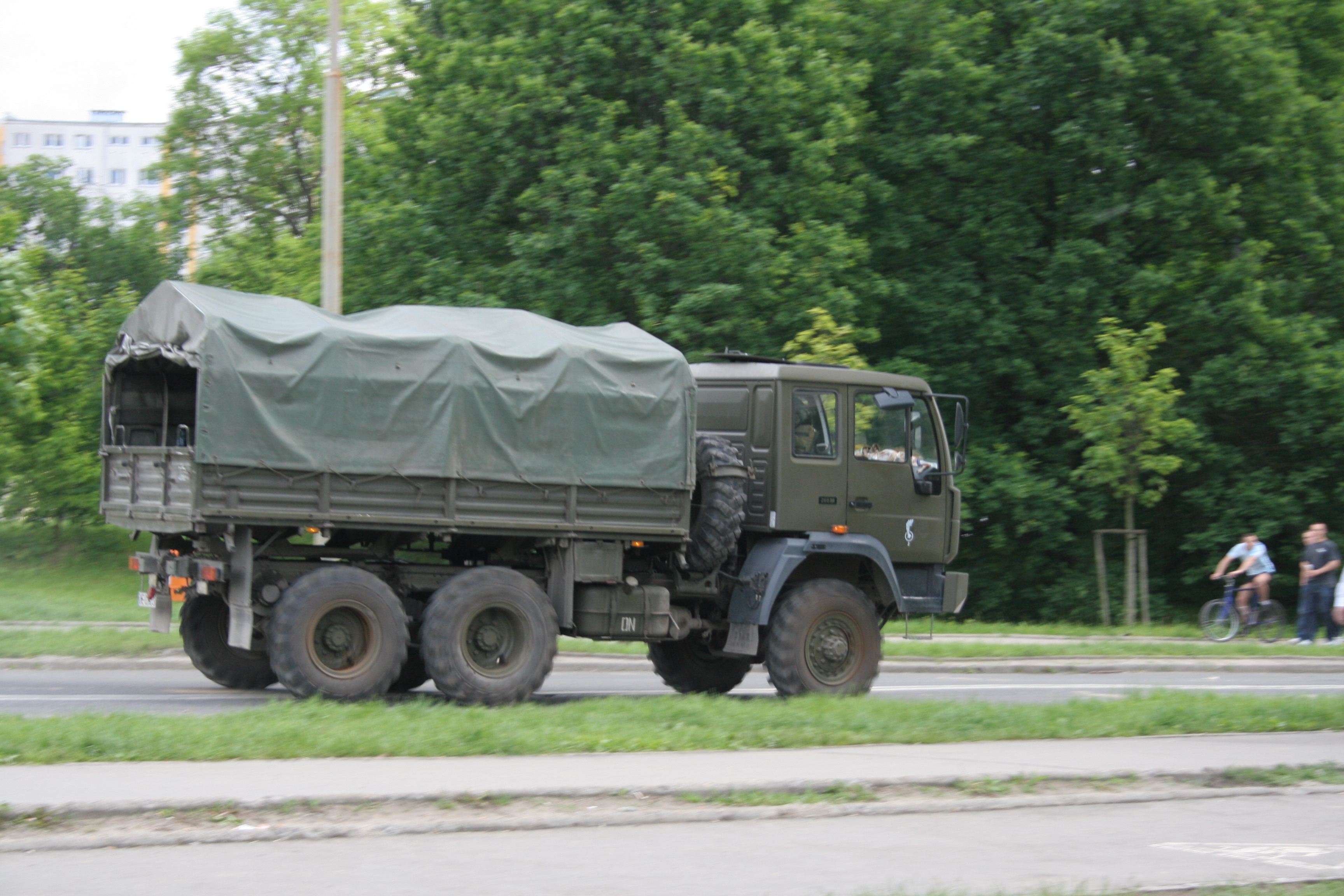
Star 266M

Star 266M, czyli unowocześniona wersja Stara 266 posiada rozwiązania zaczerpnięte z prototypowego modelu Star 1366 oraz nowe elementy pochodzące z firmy MAN. Odchylana kabina kierowcy również pochodzi od niemieckiego producenta (produkowana w zakładach Steyr) i stanowi zmilitaryzowaną wersję kabiny z serii MAN L/M2000 Evolution. Kabina ta jest dwumiejscowa, wyposażona w dwa włazy dachowe, stałą leżankę za fotelami kierowcy i pasażera oraz uchwyty na sprzęt saperski i broń osobistą. Sercem napędowym Stara 266M jest niemiecka, czterocylindrowa, wysokoprężna jednostka MAN D0824 LFG01 z bezpośrednim wtryskiem paliwa i turbodoładowaniem o pojemności 4580 cm³, mocy maksymalnej 114 kW (155 KM) i maksymalnym momencie obrotowym 580 Nm. Silnik sprzężony jest z manualną, sześciostopniową skrzynią biegów ZF S6-850.